# Sam Rotsaert
Sam Rotsaert (Oostende, 7 september 1982) is een Belgisch voormalig basketballer en huidig basketbalcoach.

## Carrière
Rotsaert begon zijn carrière in 1999 bij BC Oostende, hij speelde een jaar collegebasketbal voor de Rider Broncs waarna hij voor een jaar terug keerde naar Oostende maar speelde eerst nog een tijdje bij Basket Damme. In 2002 ging hij spelen voor BC Estaimpius onder zijn vader als coach, hij verliet de club aan het eind van het seizoen nadat de club geen licentie meer kreeg voor de eerste klasse. In 2003 ging hij spelen voor Racing Basket Antwerpen, hij speelde er tot in 2005. In 2005 sloot hij zich aan bij de Gent Dragons waarmee hij uitkwam in de eerste en tweede klasse. Van 2008 tot en met 2012 speelde hij in de tweede en derde klasse voor KBBC Oostkamp. In 2012 stopte hij met spelen door een aanhoudende knieblessure.
Enkele maanden nadat hij gestopt was ging hij aan de slag als hoofdcoach van derdeklasser BC Gistel Oostende en enkele jeugdinitiatieven in het basketbal. In 2019 ging hij aan de slag als assistent bij Spirou Charleroi onder Pascal Angillis. In oktober nam hij al het roer over van Angillis nadat bij diens zoon een tumor was vastgesteld. Hij verlengde zijn contract als hoofdcoach met drie jaar in 2022. In 2025 verlengde hij zijn contract nogmaals voor drie jaar.

## Privéleven
Zijn vader Werner Rotsaert was ook een basketballer en basketbalcoach en zijn zonen Matt Rotsaert en Jules Rotsaert werden ook basketballer.

## Erelijst
- Belgische landskampioen: 2002